# Lisa Lampanelli
Lisa Lampanelli (nascida Lisa Marie Lampugnale; 19 de julho de 1961) é uma comediante americana de comédia stand-up e comédia de insulto. Ela é conhecida por seu estilo forte e controverso de comédia. Muito do seu material é de humor étnico, ridicularizando e falando mal de vários tipos de minorias, principalmente as minorias raciais e homossexuais.

## Início da vida e carreira no jornalismo
Lampanelli, uma de três irmãos, nasceu em Trumbull, Connecticut, em uma família de classe média.  Três de seus avós eram de ascendência italiana, e o quarto de ascendência polonesa. Sua mãe, Gloria (sobrenome de solteira Velgot), trabalhou para o departamento de polícia local, onde "ela digitou em todas as prisões feitas", e seu pai, Leonard Lampugnale, trabalhou para a Sikorsky e mais tarde se tornou um pintor.
Lampanelli freqüentou escolas católicas, estudou jornalismo no Boston College e na Universidade de Syracuse, e passou por um programa de pós-graduação em Harvard. Ela trabalhou como editora de texto na Popular Mechanics e de assistente na Rolling Stone. Ela também foi uma verificadora de fatos e a primeira chefe de pesquisa para a revista Spy. Conversando mais tarde com a Maxim Magazine Online, Lampanelli comentou: "Eu era uma jornalista de verdade para a Rolling Stone, Spy, Hit Parader. Eu entrevistei aquelas po*** de bandas de hair metal: Cinderella, Slaughter."

## Carreira

### Comédia
Lampanelli começou sua carreira de stand-up em Nova York no início de 1990. Ao explicar suas razões para mudar de jornalismo para comédia, Lampanelli indicou que não foi só pelo aumento de salário, mas porque "eu consigo dizer a "palavra n" no palco e sou paga". Ela fez sua estreia em 2002 no roast de Chevy Chase gravado no New York Frades' Club, e passou a participar dos roasts de Denis Leary, Pamela Anderson, Jeff Foxworthy, Flavor Flav, William Shatner, e Donald Trump, além de ter sido a Roastmaster no roast do Larry the Cable Guy. Lampanelli freqüentemente participa da plataforma dos roasts do The Howard Stern Show, incluindo aparições nos roasts de Gary Dell'Abate, Artie Lange, Andy Dick, e também no "Gene Simmons Roast" exibido em abril de 2008 pelo canal A&E.
Lampanelli lançou um especial de comédia em DVD chamado Take it Like a Man em 2005, apareceu em 2006 no filme cinematográfico Larry the Cable Guy: Health Inspector, e teve uma participação especial no sitcom da VH1 So NoTORIous. Ela também conseguiu um contrato com a Fox para um piloto de comédia com o título provisório Big Loud Lisa, que foi considerado um candidato da rede de televisão para ser exibido durante a temporada de 2006-07. Lampanelli gravou seu especial de stand-up Dirty Girl, no outono de 2006, e que foi ao ar no Comedy Central em 28 de janeiro de 2007. O CD Dirty Girl e o DVD Dirty Girl .. No Protection foram lançados pela Warner Bros. / Jack Records em 30 de janeiro de 2007. Lampanelli também participou do filme Delta Farce, estrelado por Larry the Cable Guy, Bill Engvall e D.J. Qualls, que foi lançado no início de 2007, e em Meu Nome é Taylor, Drillbit Taylor, estrelado por Owen Wilson.
Seu estilo de humor foi influenciado por sua maiora pelos roasts de Dean Martin que foram exibidos quando ela estava crescendo; ela não começou a assistir outros comediantes de stand-up até ela ter se tornado uma.
Humor étnico e insultos as minorias raciais, estigmas e estereótipos são uma parte predominante da rotina de comédia de Lampanelli. Entre alguns de seus insultos abertamente racistas ao fazer stand-up, incluem: "Quantos 'hispangics'  [sic] é preciso para limpar um banheiro? Nenhum! Isso é um trabalho de um nêgo!"; "Como você chama uma mulher negra que teve sete abortos? Uma combatente do crime"; Além disso, o site de fofocas TMZ relatou que os censores do Comedy Central Roast do Flavor Flav cortaram uma piada de Lampanelli onde ela chamou as garotas do Flavor of Love que estavam na platéia de "v***s de cabelo ruim". Ao abordar sobre sua comédia racista de stand-up, Lampanelli declarou: "Eu posso lidar com isso porque eu sou uma pessoa legal, eu tenho uma personalidade calorosa, a minha intenção é boa por trás disso. O problema é que as pessoas sentem quando você tem um pouquinho de raiva ou ódio contra um grupo––é por isso que você nunca tira sarro de pessoas que você não gosta." Apesar de ter apenas casado com homens brancos, ela faz frequentes referências a seus "relacionamentos da vida real com os homens negros", dizendo em uma entrevista que "meu problema é que eu não posso pegar um cara branco de boa aparência mais, eu simplesmente não tenho a aparência para conseguir isso. Posso conseguir negros gostosos, mas agora os negros também estão começando a ficar arrogantes e estão indo atrás das brancas magras e das asiáticas, o que é muito ofensivo para mim que eles não ficam com as suas raízes—a garota branca cheinha!"
Em 21 de novembro de 2008 em Santa Rosa, Califórnia, Lampanelli gravou seu primeiro especial de uma hora no HBO, gravado no Wells Fargo Center for the Arts. O especial, Lisa Lampanelli: Long Live the Queen, que foi ao ar 31 de janeiro de 2009, foi dirigido por Dave Higby, que também dirigiu o especial dela Dirty Girl. Em dezembro de 2010 ela se reuniu com Higby quando ele dirigiu o especial dela Tough Love para o Comedy Central que foi ao ar na primavera de 2011.

## The Celebrity Apprentice 5
Lampanelli era uma concorrente no The Celebrity Apprentice 5 (também conhecido como The Apprentice 12). Ela foi criticada pelos telespectadores e teve inúmeros ataques e confrontos com outros concorrentes, incluindo Arsenio Hall, Lou Ferrigno, e Dayana Mendoza. Lampanelli se recusou a pedir desculpas por seu tratamento controverso com os outros concorrentes e sobre as observações racistas sobre os hispânicos. Apesar de seu comportamento e as relações com outros concorrentes, ela arrecadou 130.000 mil dólares para o Gay Men's Health Crisis vencendo dois dos três desafios que ela assumiu como Gerente de Projetos. Lampanelli foi demitida em 6 de maio de 2012 pois John Rich e Marlee Matlin achavam que ela era excessivamente emocional.

## Livros
It Books (HarperCollins) é a editora do livro de memórias de Lampanelli, Chocolate, Please: My Adventures in Food, Fat, and Freaks (2009). Na resenha da Publishers Weekly:

Depois de mais de 30 páginas sobre a sua procura pelo "homem negro perfeito", Lampanelli passa a traçar sua carreira de standup, desde se lidar com um heckler até participar do The Tonight Show... Buscando as raízes de seu humor, ela lembra de sua infância como uma "p*** querendo atenção": "Comer para chamar a atenção é um comportamento que eu continuei em meus tempos de colégio." Ela segue suas memórias de "reabilitação de gordura" com uma variedade de tópicos, desde a Virgem Maria até o veganismo. Tudo é muito engraçado, e Lampanelli não faz rodeios. Apesar de sua linguagem crua e escrita estridente, reflexões honestas e auto-percepções fortes emergem na medida que ela explora seu passado.

## Vida pessoal
Lampanelli se casou em 1991 e se divorciou logo depois, embora ela e seu ex-cônjuge permaneceram amigos. Ela se casou com Jimmy Cannizzaro, proprietário de uma taberna antiga de Valley Stream, Nova Iorque, em 2 de outubro de 2010 no New York Friars' Club. Em maio de 2014, ela pediu divórcio de Jimmy Cannizzaro, após quatro anos de casamento. Lampanelli é uma ávida defensora da comunidade LGBT. Quando os membros da Igreja Batista de Westboro planejaram protestar contra um show que ela realizou em 20 de maio de 2011, em Topeka, Kansas, ela prometeu doar 1000 dólares a Gay Men's Health Crisis (a mesma caridade que ela contribuiu durante o The Celebrity Apprentice) para cada manifestante que participou. Depois de uma contagem inicial de 44 manifestantes ela arredondou a doação para o equivalente a 50.000 dólares, creditando a doação como "sendo possível pela WBC."